# السريد (ريمة)

تعديل مصدري - تعديل

السريد  أو قرية السريد   هي إحدى قرى عزلة بني واقدالواقعة ضمن مديرية الجعفرية التابعة لمحافظة ريمة، بلغ تعداد سكانها (614) نسمة حسب تعداد اليمن لعام 2004.

## المحلات التابعة للقرية
- عودة الكلبة
- السكرة

## روابط خارجية
- الدليل الشامــل